# Professor-Kurt-Huber-Straße 5 (Gräfelfing)

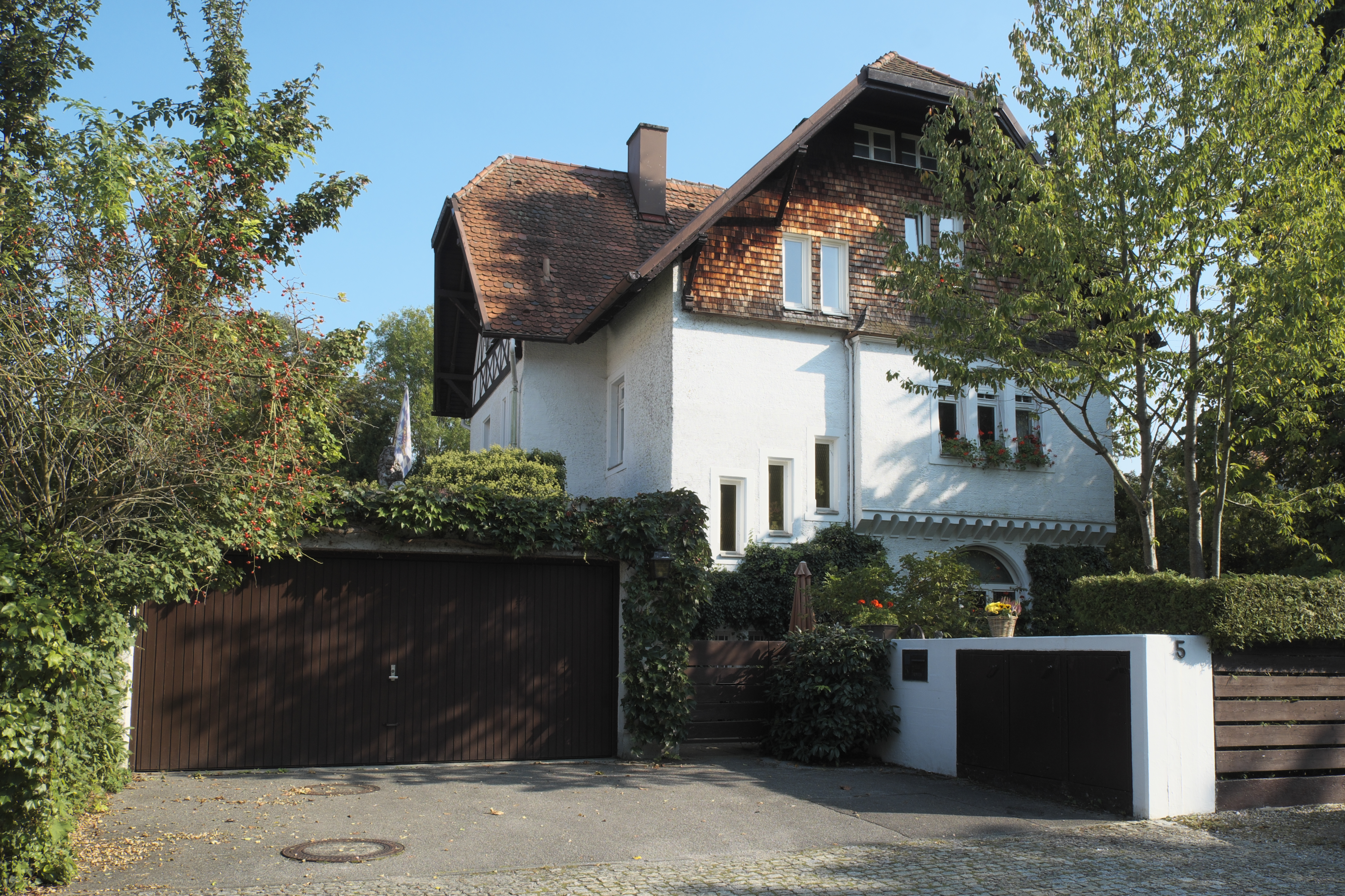
Villa Professor-Kurt-Huber-Straße 5 in Gräfelfing

Das Gebäude Professor-Kurt-Huber-Straße 5 in Gräfelfing, einer Gemeinde im oberbayerischen Landkreis München, wurde um 1900 errichtet. Die Villa ist ein geschütztes Baudenkmal.
Der zweigeschossige Putzbau mit Schopfwalmdach und Wiederkehr (Anbauten an Fassade oder Dach von Gebäuden) hat einen Flacherker, Zierfachwerk und einen verschindelten Giebel. Der historisierende Bau besitzt Anklänge des Jugendstils.